# Georges Vuilleumier
Pour les articles homonymes, voir Vuilleumier.
Georges Vuilleumier, né le 21 septembre 1944 à Tramelan, dans le canton de Berne est mort accidentellement le 29 juillet 1988 était un joueur de football suisse. Il participe à la coupe du Monde 1966 en Angleterre.

## Biographie

### En club
- 1962-1966 : FC La Chaux-de-Fonds
- 1966-1977 : Lausanne-Sports
- 1977-1978 : FC Fribourg
- 1978-1979 : FC La Chaux-de-Fonds

### En sélection
- 19 sélections, 2 buts
- Première sélection : Suisse-Irlande du Nord 2-1, le 14 novembre 1964 à Lausanne
- Dernière sélection : Turquie-Suisse 2-0, le 18 novembre 1973 à Izmir
- Coupe du Monde 1966 (éliminé au premier tour)

## Palmarès
- Champion suisse en 1964 avec FC La Chaux-de-Fonds

vignette